# Kremlin Cup 2000
La Kremlin Cup 2000 è stato un torneo di tennis giocato sul cemento indoor. È stata l'11ª edizione del torneo maschile che fa parte della categoria International Series nell'ambito dell'ATP Tour 2000 e la 5ª del torneo femminile che fa parte della categoria Tier I nell'ambito del WTA Tour 2000. Il torneo si è giocato allo Stadio Olimpico di Mosca, in Russia, dal 23 al 29 ottobre 2000.

## Campioni

### Singolare maschile
Evgenij Kafel'nikov ha battuto in finale  David Prinosil con il punteggio di 6–2, 7–5

### Singolare femminile
Martina Hingis ha battuto in finale  Anna Kurnikova con il punteggio di 6–3, 6–1

### Doppio maschile
Jonas Björkman /  David Prinosil hanno battuto in finale  Jiří Novák /  David Rikl con il punteggio di 6–2, 6–3

### Doppio femminile
Julie Halard-Decugis /  Ai Sugiyama hanno battuto in finale  Martina Hingis /  Anna Kurnikova con il punteggio di 4–6, 6–4, 7–6(5)